# Ulica Władysława Sikorskiego w Tarnobrzegu
Ulica Władysława Sikorskiego w Tarnobrzegu – jedna z głównych ulic w Tarnobrzegu, zaczynająca się na skrzyżowaniu z ul. A. Mickiewicza i Wisłostradą, i kończąca się na skrzyżowaniu z al. Warszawską, i ul. Słomki. Jej odcinek od Wisłostrady do skrzyżowania z ul. H. Sienkiewicza leży w ciągu drogi wojewódzkiej nr 871, a jej północny odcinek od ul. H. Sienkiewicza do al. Warszawskiej leży w ciągu drogi wojewódzkiej nr 723.